# 日本基督教団東梅田教会
日本基督教団東梅田教会（にほんキリストきょうだんひがしうめだきょうかい）は、大阪府大阪市北区野崎町にある日本基督教団に所属するメソジスト系の教会である。

## 沿革
前史
- 大阪東部教会
  - 1887年、J.W.ランバス（老ランバス・父ランバス）が大阪での滞在地である中之島洗心館ホテルにて聖書講義を始めて、翌1888年に蘆田慶治（後に神学者となる）が受洗する（第1号）。
  - 1889年2月22日、南美以教会（アメリカ南メソヂスト監督教会）大阪東部教会を組織する。
  - 1895年に、大阪市東区（現中央区）内本町1丁目谷町西へ入ル（現在ホテル・ザ・ルーテルがある場所）にて教会堂と牧師館を3120円で建設する。
  - 1905年10月3日夜、英学校のランプが落下して会堂が全焼する。
  - 1907年、保険金とアメリカ合衆国南美以伝道局および会堂建築課からの資金9600円により煉瓦建築で再建し、4月28日に献堂式を執行する。
  - 1941年、日本基督教団（第2部…日本メソヂスト教会・日本美普教会・日本聖園教会）の一教会となり、翌1942年に日本基督教団大阪大手前教会と改称する。
  - 1945年6月15日、空襲で全焼する。

- 大阪西部教会
  - 1891年、J.M.ロリンスが西大阪の主任者となり、8月31日に伝道を開始して、12月25日に15名の会員をもって南美以教会大阪西部教会を組織する。
  - 1892年、松屋町にも講義所を設置する。
  - 1894年、九条にも講義所とSS（日曜学校）を設置する。
  - 1904年、J.T.マイヤス（宣教師・前牧師）が靱通北通にある220坪の土地を購入して、1909年に教会堂が落成する。
  - 1913年、日本メソヂスト教会大阪両国橋教会｣と改称する。
  - 1941年、日本基督教団（第2部）の一教会となる。
  - 1945年3月13日、大阪大空襲で全焼する。

- 鶴町教会
  - 1911年2月、大阪市西区堀江（現在の北堀江1丁目～4丁目・南堀江1丁目～4丁目に当たる）に堀江講義所として開設される。
  - 1926年6月、港区鶴町（現在の大正区鶴町）2丁目に移転し、日本メソヂスト教会鶴町教会となる。
  - 1941年、日本基督教団（第2部）の一教会となる。
  - 1945年6月、空襲で全焼する（土地については大阪市の所有）。

- 築港教会
  - 1941年、日本基督教団(第2部)の一教会となる。
  - 1942年、日本基督教団大阪八幡屋教会と改称する。
  - 1945年6月1日、空襲で全焼する（土地については土地会社の所有）。

4教会の合同へ
- 大阪YWCAでの合同による祈祷会と礼拝
  - 1945年11月（収穫感謝祭の頃位）に大阪YWCAにて行い、各教会の教職たちが祈祷会を開くことを相談し合う。翌1946年1月からより、4教会の合同礼拝が始まる。

- 命名・認証
  - 1953年11月28日（土曜日）に、東梅田教会と命名のうえで認証される。

開拓伝道
- 大阪市大正区での開拓伝道
  - 1971年に、大阪市大正区の大運橋に｢東梅田教会大正区伝道所｣を設けて開拓を始める。
  - その後に南恩加島を経て、1992年6月に現在地の平尾に礼拝堂と牧師館を建設する。
  - 2001年4月1日（主日・日曜日）に｢日本基督（キリスト）教団大正伝道所｣として開設して、2008年4月1日（火曜日）に日本基督教団大正めぐみ教会と教会組織並びに名称変更をする。

## 行事
- 主日礼拝 - 毎週日曜日 10:30 -
- 教会がっこう礼拝 - 日曜日 09:15 -
- パイプオルガン ミニコンサート - 月曜日 12:20 -
- おひるの礼拝 - 水曜日 12:10 -
- 祈祷会（祝日は休み） - 水曜日 18:00 -
- 聖書を読む会 - 木曜日 10:00 -
- 地域家庭集会 - 第3木曜日 19:00 - 21:00（都合により変更する場合あり：詳細は教会事務室へ要問い合わせ）
ジョイワークス（大阪市住吉区帝塚山東1丁目12-12）にて…阪堺電車帝塚山三丁目電停・南海電鉄高野線帝塚山駅
- 以前
  - 旧約聖書を読む会 - 木曜日 10:00 -

## 教会堂
- 2001年に建設されている合同後つ目の会堂（礼拝堂）で、ビルディングとしては2度目である。 道路側に大きな十字架が置かれている。1階の入り口あたりには、憩いの場としてのロビーが開放されている。

## 建築概要
- 竣工 - 2001年
- 構造 - 4階建+屋上1階（4階の牧師館真上）+屋上2階（3階の礼拝堂部分真上・吹き抜け）

## 交通
- 地下鉄堺筋線扇町駅から徒歩5分
- JR大阪駅から徒歩15分

## 歴代牧師
- 合同後
  - 初代牧師：宇都宮信哉（教会合同時 - 1960年）、山内敏男改め北川敏男（教会合同時）、香月恒子（教会合同時）
    - 伝道師：松本富士男（1958年 - 1960年）

  - 第2代：妹尾活夫（1960年 - 1975年）
    - 伝道師：岩高澄（1960年 - 1962年）
    - 副牧師：岩高澄（1962年 - 1964年）
    - 伝道師：金田弘司（1964年 - 1967年）
    - DCE：中田真智子（1967年-197?年）
    - 副牧師：金田弘司（1968年 - 1969年）
    - 伝道師:田村みや子（1968年 - 1982年）
    - 協力牧師：長町彌（1969年 - 1976年）
    - 伝道師：手束正昭（1969年 - 1970年）
    - 伝道師：荒川純太郎（1970年 - 1978年）

  - 第3代：山田淳（1976年 - 1981年）
    - 協力牧師：岩高澄（1978年 - 2005年）
    - 代務者：岩高澄（1981年 - 1983年）
    - 副牧師：田村みや子（1982年 - 1999年）
    - 第4代：嶺重知（1983年 - 19??年）
    - 伝道師：水野隆一（1987年 - 19??年）

  - 第5代：太田光夫（19??年 - 2005年）
    - 伝道師?：山本桂子（200?年 - 2004年）
    - 伝道師：村瀬義史（2004年 - 2006年）

  - 第6代：小豆真人（2005年 - 現在）
    - 伝道師：田中郷史（2006年 - 2009年）
    - 伝道師：満仲弘（2009年 - 2010年）
    - 伝道師：一森文彰（2012年 - 2013年)
    - 伝道師：青木麻里子（2013年 - 現在)